# Фетучині Альфредо
Фетучіні Альфредо (італ. Fettuccine Alfredo) або паста аль бурро (італ. pasta al burro) — італійська страва з пасти фетучіні, змішаної з вершковим маслом і молодим сиром пармезан. Страву названо на честь кухаря Альфредо Ді Леліо, який створив його у своєму ресторані у Римі на початку XX століття.

## Історія
Очевидний рецепт змішування макаронів з олією та сиром існував в Італії з незапам'ятних часів. Вже у XV столітті таке поєднання згадується в італійських кулінарних книгах. Згідно з цим, першим друкованим, рецептом за авторством Мартіно да Комо з Риму, паста варилася в бульйоні, а потім змішувалася з сиром, олією та спеціями.
Довгий час, однак, паста аль бурро вважалася непрезентабельною стравою домашньої кухні, яка програвала іншим, багатшим за складом італійським пастам. На початку 20 століття ця ситуація змінилася.
Сучасний фетучіні Альфредо був створений у Римі кухарем Альфредо Ді Леліо. За сімейними даними, в 1892 році він почав працювати в ресторані, який знаходився на П'яцца Роса і керувався його матір'ю Анджеліною. Ді Леліо винайшов майбутні фетучіні алла Альфредо в 1907 або 1908 році, щоб порадувати свою дружину Інес після народження їхньої першої дитини Армандо. П'яцца Роса зникла в 1910 році, після будівництва пасажу Сорді, і ресторан був змушений закритися. Пізніше Ді Леліо відкрив свій власний ресторан Альфредо алла Скрофа, який тоді називався просто Альфредо, в 1914 році на Віа делла Скрофа в центрі Риму.
Своїм успіхом Альфредо ді Леліо багато в чому завдячував тій театральності, з якою в його ресторанчику обставлялася подача коронної страви. Альфредо завжди готував пасту сам, безпосередньо на столику у клієнтів, використовуючи при цьому столові прилади із чистого золота. Його зовнішній вигляд та рухи створювали у відвідувачів відчуття свого роду священнодійства. Для приготування пасти аль бурро Альфредо використовував виключно фетучіні, так що, зрештою, у багатьох місцях Італії стало зважати, що з олією та сиром можна готувати тільки їх.
Ресторан Альфредо відвідували численні іноземці. У газетах та літературних творах з'являлися рецензії та відгуки. Слава кухаря та його коронної страви зростала. Його почали запрошувати до різних міст Італії, а також за кордон, щоб продемонструвати приготування страви. Особливо популярною паста Альфредо стала в США, де вихідний рецепт значно ускладнили, почавши додавати у фетучині Альфредо вершки, курку та цілу низку інших інгредієнтів.
Сам Альфредо ді Леліо, який став кавалером ордена Італійської корони, в 1943 році продав знаменитий ресторан двом своїм офіціантам. Проте, вже в 1950 році передумав залишати бізнес, і разом із сином Армандо відкрив на площі імператора Августа другий ресторан, «Альфредо аль Аугусто». З того часу між двома «справжніми ресторанами Альфредо» існувало жорстке суперництво.

## Сучасна ситуація
На сьогодні, фетучині Альфредо продовжує залишатися одним з найпопулярніших видів пасти, що випускається у вигляді напівфабрикатів (готової їжі, або фетучині з сухою заготовкою для соусу), має кілька різних різновидів (з куркою, креветками, і так далі). Соус Альфредо (заправка для пасти Альфредо) у багатьох країнах можна купити окремо, причому, крім олії та сиру, туди тепер також можуть бути додані яйця та крохмаль.
В Італії готову пасту з олією та сиром вважають за домашню страву і за традицією називають паста аль Бурро. Рецепт простий і залишається тим самим. Відварені Al dente фетучині змішуються з вершковим маслом у сковороді/сотейнику або безпосередньо в глибокій страві, після чого туди додається тертий сир пармезан. У процесі приготування страва постійно перемішується для досягнення ефекту емульгації («стану крему»), з цією ж метою додається вода, в якій варилися фетучині, а в деяких альтернативних рецептах — вершки та яєчні жовтки. При подачі страва приправляється сіллю та чорним перцем, а також додається сир.

## Соус Альфредо
Соус Альфредо часто можна знайти у продуктовому магазині як напівфабрикат. На відміну від оригінального рецепта, де до складу соусу входить лише сир, версії Альфредо в готових продуктах та фаст-фуді можуть також використовуватись яйця або крохмаль. У 2020 ресторан Alfredo alla Scrofa почав пропонувати власну версію «Salsa Alfredo», де були використані інгредієнти високої якості. Соус містить пармезан-реджано (43 %), воду, олію, рисове борошно і олію і не містить вершків.